# Helena Magenbuch
Helena Magenbuch (Neurenberg, 14 maart 1523 of 1524 - Hohenacker (Waiblingen), 8 september 1597), ook Helena Osiander en Helena Rucker of Ruckher, was hofapothekeres in dienst van de hertogin-weduwes Anna Maria van Württemberg en Ursula van Württemberg. Zij was ook adviseur van hertogin Sybilla van Württemberg, die zelf actief was in botanisch onderzoek en farmacie. 
Haar vader was de arts Johann Magenbuch; bij hem verkreeg ze haar medische en farmacologische kennis. Zij was getrouwd met de theoloog en hervormer Andreas Osiander, en na diens overlijden met de theoloog Johannes Rucker.

## Jeugd
Helena Magenbuch was de dochter van de arts Johann Magenbuch die als stadsarts in Neurenberg werkte. Hij was goed bevriend met de hervormer Philipp Melanchthon; Maarten Luther behoorde tot zijn patiënten. Haar moeder stierf toen ze 13 of 14 jaar oud was; haar vader hertrouwde al snel. 
Helena Magenbuch had een nauwe band met haar vader. Ze assisteerde hem in zijn praktijk en leerde van hem over ziekten en farmacologie. Hij overleed in oktober 1546. Helena Magenbuch erfde een belangrijk deel van zijn medische boeken en handgeschreven notities.

## Huwelijken
In 1546 trouwde Helena Magenbuch met Andreas Osiander, een bekende theoloog en hervormer die meer dan 25 jaar ouder was dan zij. Osiander was al twee keer eerder getrouwd geweest en had acht kinderen. Samen kregen ze nog twee dochters.
Haar man raakte als theoloog in conflict met de Neurenbergse raad en moest in het geheim de stad verlaten. Helena Osiander bleef in eerste instantie achter met de kinderen. Toen Osiander in 1549 werd benoemd als docent aan de net opgerichte Albertus Universiteit in Koningsbergen voegden Helena Osiander en de kinderen zich daar bij hem. Hij overleed in 1552.
In 1556 hertrouwde ze met de theoloog Johannes Rucker (1526-1579). Ze kregen samen vijf kinderen. Het gezin verhuisde in 1556 naar Pfaffenhofen in Württemberg, waar Rucker benoemd was als predikant. In 1559 gingen ze naar Kirchheim unter Teck, waar hij superintendent werd. In 1578 werd hij proost van de abdij van Denkendorf, waar hij in 1579 overleed.

## Apotheker
Er is niets met zekerheid bekend over het leven van Helena Rucker tussen 1579 en 1584. Aangenomen wordt dat ze haar medische kennis inzette om in haar levensonderhoud te voorzien, en dat ze daarbij ook gebruik maakte van de van medische geschriften die ze van haar vader had geërfd. 
Het hertogelijk huis van Württemberg steunde eind zestiende eeuw de ontwikkeling van de medische wetenschap en farmacie. Mogelijk omdat ze de vrouw was van een hooggeplaatste geestelijke en vanwege haar medische kennis, had Helena Rucker de hertogin-weduwe Anna Maria von Württemberg (1526-1589) al eens tijdens een reis begeleid toen ze tekenen van een geestesziekte begon te vertonen. 
Vanaf 1584 was Helena Rucker volgens de archieven in hertogelijke dienst, vermoedelijk aan het hof in Nürtingen dat traditioneel het weduwengoed was van de hertoginnen van Württemberg. Ze werkte eerst voor de hertogin-weduwe Anna-Maria, en na haar dood in 1589 voor de jong weduwe geworden hertogin Ursula von Württemberg (1572-1635). Vanaf 1587/88 werd ze in de boekhouding vermeld als "Apothekerin zu Hof" of  "Hofapothekerin". Zij is een van de eerste vrouwen in een dergelijke functie.
Het was haar taak geleverde geneeskrachtige kruiden te controleren, en te zorgen voor de kwaliteit van gedistilleerde dranken en geconserveerde vruchten en sappen. Ze moest de tafel voorzien van digestieven en snoepgoed. Ze hield het medicijnverbruik bij en mocht in overleg met de hofarts gratis medicijnen verstrekken aan de armen. Ze werd bijgestaan door een assistent. Haar dochter Helena Wernlin werkte van 1595 tot 1620 ook als hofapotheker. 
Helena Rucker gaf ook advies aan hertogin Sybilla van Wurtemberg (1564-1614), die in de hertogelijke residentie in Stuttgart zelf op professioneel niveau actief was in botanisch onderzoek en farmacie. Zij werd als adviseur opgevolgd door Maria Andreae.
Sommige historici betwijfelen of Helena Rucker een echte apotheker was. Zij zien haar als ziekenverzorger met een basiskennis van geneeskrachtige kruiden. Ze had zeker niet de opleiding die voor een apotheker in die tijd normaal was.

## Overlijden
Op 14 maart 1597 ging Helena Rucker, inmiddels meer dan zeventig jaar oud, met pensioen. Zij kreeg een royale pensioenuitkering in natura. Ze trok in bij haar dochter Maria in Hohenacker bij Waiblingen, waar ze in september 1597 overleed.